# Polícia Militar do Estado do Espírito Santo
A Polícia Militar do Espírito Santo (PMES) - A mais antiga e fiel instituição do Estado - é uma das forças de polícia militar do Brasil, sendo responsável pelo policiamento ostensivo no Estado do Espírito Santo.
É força auxiliar e reserva do Exército Brasileiro. Está subordinada diretamente ao Governador do Estado do Espírito Santo. É comandada por um Oficial Superior que ocupa o último posto na hierarquia e é nomeado pelo Secretário de Segurança Pública. O cargo ocupado é o de Comandante Geral da Polícia Militar do Espírito Santo.  
Seu Quartel do Comando Geral (QCG) é situado no bairro de Maruípe, na cidade de Vitória, capital do Estado. 

## Surgimento das Polícias Militares
O surgimento das polícias militares brasileiras deu-se em Minas Gerais, onde já havia uma estrutura de força militar com funções semelhantes às de policiamento e controle social desde o período colonial. Em 1775, uma reorganização militar na capitania, com a criação do Regimento Regular de Cavalaria de Minas (RRCM), que é a célula Mater da Polícia Militar de Minas Gerias (PMMG),  resultou na substituição dos antigos terços por corpos auxiliares organizados em regimentos. Esse novo corpo atuava em atividades internas como patrulhamento e repressão, sendo empregado principalmente na proteção do escoamento do ouro pelas estradas reais até o litoral brasileiro e na preservação da ordem pública na capitania de Minas Gerais. Assim, marcando essa organização militar como uma das mais antigas expressões de força policial estruturada no Brasil . A legislação imperial registra, ainda, a criação de outros corpos policiais nas províncias, como em 1809 no Rio de Janeiro, 1818 no Pará, em 1820 no Maranhão, em 1825 na Bahia, em Pernambuco, e em 1834 no Espírito Santo.

## História
O aniversário da Policia Militar do Espírito Santo começou ser comemorado somente em abril de 1944 quando o coronel Sidronílio Firmino nomeou a comissão para organizá-lo, ocasião em que a partir de documentos da Assembléia Legislativa, criada em 1834, levantou-se a data de criação. A verdade é que na pesquisa, esqueceram de verificar os documentos do Conselho de Governo instituído em 1823, por D. Pedro I com função legislativa provincial, extinto em 1834, cujos documentos estão no Arquivo Público Estadual ES. 
A autorização para criação das polícias provinciais emerge Decreto de 10.10.1831, do Ministro da Justiça, Diogo Antônio Feijó: "Art. 1º O governo fica autorizado para crear nesta cidade um Corpo de Guardas [..]", e pelo "Art. 2º - ficam igualmente autorizados os presidentes em Conselho para crearem iguaes corpos, [...]". Devido à ordem legal, o Conselho do Governo, composto por Antonio Pinto Chichorro da Gama (presidente) e José Francisco de Andrade A. Monjardim, Manoel de Moraes Coitinho, Manoel dos Passos Ferreira, Padre Domingos Leal, João Antonio de Moraes e Francisco Martins de Castro reúne-se, e conforme a ata do conselho de 12 de dezembro de 1831, "nesta sessão tratou-se da creação da Guarda paga de conformidade com a Lei de 10 de Outubro" (Fundos de Governadoria 196, p.289. APE-ES). 
As autoridades da Província (ES) são comunicadas em 13.12.1831, da criação da Companhia de Guardas de Permanentes com 100 soldados, no dia 12 de dezembro de 1831, o 1º modelo de policia estadual, e no dia 14.12.1831 é feita a comunicação de que o Alferes EB, Antonio Ferreira Rufino é o seu comandante. (Fundos de Governadoria 195, p. 244 vs, APE-ES.). 
Outra prova foram as incorporações, a primeira em 18.04.1832, (F.G, p. 39), por ordem do presidente da Província, para que sejam alistados na Companhia de Guardas de Permanentes as seguintes praças: “Francisco Fraga Beltrão, Jorge Corrêa da Fraga, José Pedro Corrêa, Claudino Jose de Araujo, Antonio José Machado e José Pereira Lemos Braga”, que se tornam os primeiros a ingressarem no quadro de praças da atual PMES. Em seguida, são incorporados entre 1832-33, 4 sargentos, 1 furriel, 1 cabo, 1 corneta e 64 soldados (F.G. 196-201). 

Temos ainda, a “Tabella de vencimentos da Companhia de Guarda de Permanentes”, datada de 19 de abril de 1832.
1º commandante ...................60$000.
2º dito .....................................50$000.
Sargento ................................21$000.
Furriel ....................................20$000.
Cabo .......................................19$000.
Corneta...................................18$000.
Soldado .................................18$000.
Secretaria de Governo, em 19 de abril de 1832.
= Ildefonso Joaquim Barbosa de Oliveira                    .
(Fonte: Fundo de Governadoria. 196, p. 39, APE-ES).
De acordo com os registros em balancetes de receita e despesa emitidos pela Guarda de Polícia Provincial, consta o seguinte: “três lampiões[...] Rs 32$280. Quartel de Polícia no Forte do Carmo, 6 de dezembro de 1836” (p.69), confirmando que o primeiro quartel foi o Forte do Carmo (Vitória-ES), e a Polícia Provincial é citada no relatório presidencial de 1833, apresentado pelo presidente da província capixaba, Manoel Pires da Silva Pontes, como a "Companhia de Permanentes” (p.2).  
A edição do Ato Adicional, de 12.08.1834, dá as províncias brasileiras à autonomia para: "Art. 6º: A nomeação dos presidentes [...], e sua polícia [..]”, e "art. 11, § 2º: Fixar, [...] a força policial". Então, o governador Manoel José Pires da Silva Pontes, resolve solidificar legislativamente a PMES pela Lei Provincial nº. 9, de 06 de abril de 1835: “Art. 1º - Crear-se-ha uma companhia com o título de guarda de polícia provincial, composta de três oficiais subalternos, um primeiro sargento, dois segundos sargentos, hum furriel, seis cabos, dois cornetas e cem soldados". 
A lei de solidificação da Polícia Provincial dispõe no “Art. 7º - O Presidente da Província fica autorizado a poder ir dissolvendo o Corpo de Permanentes [...]”, e ainda que, os praças devam completar o tempo de serviço na GPP. Outra prova é que não há nomeação de comandante da Corporação em 1835, sendo mantido, o Alferes Antonio Ferreira Rufino, no comando da Polícia Estadual até 1939, sem interrupção.
A última ratificação emerge do relatório presidencial de 1861: “Antes da creação das assembléas provinciais esta força consistia n’um corpo de permanentes. A lei nº 9 de 6 de abril de 1835 authorizou a presidência a ir gradualmente dissolvendo esse corpo, e creou em substituição huma guarda composta de 115 praças” (p. 17, grifei), o que comprova a criação da Policia Militar capixaba em 12.12.1831.
Ao longo de sua existência no Período Imperial,  recebeu as denominações de Companhia de Guarda de Permanentes (1831) - CGP. Companhia de Permanentes (1833) Corpo de Permanentes (1835) - CP. Guarda de Policia Provincial (1835), - GPP. Corpo de Pedestres (1845) – CPD. Guarda Policial (1853) - GP. Força Policial (1856) - FP e Companhia de Policia - CiaP (1857 – 14.11.1889). No Período Republicano recebeu as denominações de Guarda Cívica (1889) - GC.  Corpo de Segurança (1892) - CS.  Corpo de Policia (1893) - CP.  Corpo Militar de Policia (1908) - CMP.  Regimento Policial Militar (1924) - RPM.  Força Pública do Estado (1934)  - FPE. Policia Militar do Estado do Espírito Santo  (1936) - PMEES. Força Policial (1940) - FP. ,  Policia Militar do Estado Espírito Santo (1946) - PMEES,  e finalmente, Polícia Militar do Espírito Santo (2009)  - PMES.
A Polícia Militar do Espírito Santo teve participação importante em muitos momentos conturbados da história do Brasil e do Estado capixaba, com envio de seus integrantes a Guerra do Paraguai (1868), na Revolução Paulista de 1924, na Revolução de 1930, na Revolução Constitucionalista  de1932, bem como nos conflitos limítrofes na região noroeste do Estado, conhecido como A Questão Lindeira (1945-1963) e na Guerrilha do Caparaó (1967).       
A PMES viveu momentos críticos em sua história, pois, foi a precursora da mais grave revolta que culminou com a intervenção federal no Estado do Espírito Santo em 1920, posteriormente, lidou com o Motim de 1937, que exigiu intervenção direta do governador João Punaro Bley na prisão dos amotinados que foram julgados  em 1941, o aquartelamento em 1998, e  recentemente, a denominada "crise na segurança pública do Estado do Espírito Santo", em 2017.       
Hoje, a PMES é essencialmente responsável por manter a ordem pública no Estado do Espírito Santo. O efetivo da PMES também realiza missões de busca e salvamento, ações de Defesa Civil com uso de aeronaves em parceria com o Corpo de Bombeiros Militar do Estado do Espírito Santo.

### Paralisação da Polícia Militar de 2017
Em 4 de fevereiro de 2017 houve a maior crise de segurança pública vivida no estado do Espírito Santo. Protestos iniciados por familiares de policiais, que reivindicavam melhorias salariais, resultaram numa paralisação generalizado na instituição. Foi registrada a maior onda de violência na história do estado. Em uma semana mais de 120 mortes de civis e centenas de roubos de carros, furtos generalizados e prejuízos de mais de 300 milhões de reais na economia do estado.
Após reunião com Governo do Estado, mulheres e familiares desocupam os quartéis em 25 de fevereiro. Durante o movimento 199 pessoas sofreram mortes violentas no estado.
No dia 16/01/2019, foi aprovada a anistia dos policiais que participaram da greve.

## Ações
As regiões mais violentas do estado do Espírito Santo estão localizadas nos municípios de Serra e Cariacica, municípios da Região Metropolitana de Vitória. Para prevenir e combater a criminalidade, a PMES regularmente patrulha as áreas e pretende participar ativamente com as necessidades das comunidades. A PMES tem desenvolvido programas educacionais como o PROERD - Programa Educacional de Resistência às Drogas e a Violência, que desenvolve ações educativas em escolas da rede pública com o intuito de desenvolver uma ação pedagógica de prevenção ao uso indevido de drogas e a prática de violência nas escolas e em suas comunidades e ainda desenvolver o espírito de solidariedade, cidadania e companheirismo. Além disso distribui folhetos informativos sobre sua atuação e materiais sobre segurança pública e drogas ilícitas nas comunidades que serve. Estas ações, dentre outras, tem garantindo a boa imagem da corporação em todo o estado, além de atuar secundariamente na prevenção do crime através de patrulhamentos e constantes abordagens.

## CIODES
A PMES dispõe de um sistema integrado de emergência chamado CIODES - Centro Integrado Operacional de Defesa Social, ativo na Região Metropolitana de Vitória (CIODES) e Cachoeiro de Itapemirim (CIODES SUL). Tal sistema permite aos cidadãos ao mesmo tempo chamar a Polícia Militar, o Corpo de Bombeiros Militar, Polícia Civil, Guarda Civil Municipal, Defesa Civil Estadual e Polícia Rodoviária Federal durante uma situação de emergência nas cidades ou em rodovias discando apenas um único número de telefone (190). 

Quando acionar o CIODES 190
- Em casos de crimes em andamento;
- Quando for vítima e/ou saiba de crimes que acabaram de acontecer;
- Em situações suspeitas que possam gerar crimes;
- Homicídios;
- Ocorrências de incêndio;
- Acidentes no perímetro urbano e/ou rodovias

## Hierarquia
A Policia Militar do Espírito Santo (PMES) segue a mesma hierarquia das demais polícias militares.
- «De acordo com a lei n° 3.196 ( estatuto dos militares do Espírito Santo)» 🔗 (PDF)

Art.13 - Os círculos hierárquicos e a escala hierárquica na Polícia Militar são fixados no Quadro e parágrafos seguintes:
CIRCULO DE OFICIAIS
- OFICIAIS SUPERIORES:
  - Coronel PM
  - Tenente Coronel PM
  - Major PM

- OFICIAIS INTERMEDIÁRIOS:
  - Capitão PM

- OFICIAIS SUBALTERNOS:
  - Primeiro Tenente PM
  - Segundo Tenente PM

CIRCULO DE PRAÇAS
- Subtenente PM
- Primeiro Sargento PM
- Segundo Sargento PM
- Terceiro Sargento PM

- Cabo PM
- Soldado PM

PRAÇAS ESPECIAIS
- Aspirante a Oficial PM
- Aluno Oficial PM

- Aluno do curso de formação de Sargentos PM

- Aluno do curso de formação de Soldados PM

## Tecnologia

Viaturas Renault Duster da PMES.

Para reduzir os índices de criminalidade no Espírito Santo, sobretudo na Região Metropolitana de Vitória, o governo do estado por meio da Secretaria de Estado de Segurança Pública e Defesa Social Implantou o Sistema de Radiocomunicação Digital que irá facilitar a comunicação entre o CIODES e as viaturas de área de cada batalhão. O governo investiu cerca de R$ 6.000.000,00 na implantação do sistema que contará com estações digitais fixas e móveis em locais estratégicos, em viaturas e com policias que atuam no policiamento a pé. O objetivo desse investimento é maximizar os índices de desempenho e eficácia no atendimento direto à população. Além disso, o novo sistema irá tornar a comunicação policial de voz e dados completamente segura e imune à interceptação de terceiros nas suas frequências. O projeto contemplou a aquisição de rádios transceptores digitais portáteis, estações fixas e móveis(computadores em viaturas), o que permitirá que todas as viaturas da Polícia Militar, Polícia Civil e Corpo de Bombeiros Militar disponham da eficácia do novo sistema digital melhorando assim o atendimento à população capixaba. Além disso a Polícia Militar recebeu 1500 aparelhos Motorola smartphones para os policiais que realizam o patrulhamento a pé, em bicicletas, motos e a cavalo. Todos os aparelhos possuem acesso direto ao banco de dados dos órgãos de segurança pública do ES em tempo real e de forma ágil. A PMES dispõe de armamento letal e não-letal, mas a inteligência tem sido sua principal arma no combate a criminalidade.

## Estrutura Operacional
A PMES é subdivida em Batalhões (BPM) e Companhias Independentes (Cia Ind). Os Batalhões se desdobram em Companhias, que por sua vez se desdobram em pelotões e por consequência podem se desdobrar em destacamento. Batalhões são comandados por oficial superior do posto de Tenente Coronel. As Companhias Independentes são comandadas por um oficial superior do posto de Major, e seguem a mesma lógica, se desdobrando em pelotões e destacamentos. A diferença de ambos consiste em seu efetivo, bem como o tamanho da população atendida.
Tais Unidades de área (Batalhões e Companhias Independentes) integram os Comandos de Policiamento Ostensivo Regional (CPOR). São seis CPOR que abrangem os Batalhões de área, sendo dois localizados na Região Metropolitana da Grande Vitória e outros quatro no interior do estado. Além de um CPO que abrange as unidades especializadas.
A PMES está presente nos 78 municípios do Espírito Santo com 14 Batalhões (BPM's), 14 Companhias Independentes (CIA IND), além das unidades especializadas com funções específicas e de unidades de apoio, de acordo com a lista abaixo:

Comandos de Polícia Ostensiva
- 1º Comando de Polícia Ostensiva Regional - 1º CPOR:
  - Abrange o 1º BPM, 6º BPM, 12ª Cia Ind e 14ª Cia Ind;
- 2º Comando de Polícia Ostensiva Regional - 2º CPOR:
  - Abrange o 5º BPM, 12º BPM, 13º BPM, 18ª Cia Ind;
- 3º Comando de Polícia Ostensiva Regional - 3º CPOR:
  - Abrange o 3º BPM, 9º BPM, 9ª Cia Ind, 10ª Cia Ind, 15ª Cia Ind;
- 4º Comando de Polícia Ostensiva Regional - 4º CPOR:
  - Abrange o 2º BPM, 8º BPM, 11ª BPM, 19ª Cia Ind;
- 5º Comando de Polícia Ostensiva Regional - 5º CPOR:
  - Abrange o 14º BPM, 2ª Cia Ind, 6ª Cia Ind, 8ª Cia Ind;
- 6º Comando de Polícia Ostensiva Regional - 6º CPOR:
  - Abrange o 4º BPM, 7º BPM, 10º BPM, 11ª Cia Ind, 13ª Cia Ind, 16ª Cia Ind, 17ª Cia Ind;
- Comando de Polícia Ostensiva Especializado - CPOE:
  - Abrange o RPMont, BPTran, BPMA, BME, BAC, Cia Esp Pol Gda, CEPE

Batalhões de Polícia Militar
- 1º BPM – Vitória

- 2º BPM – Nova Venécia
- 3º BPM – Alegre
- 4º BPM – Vila Velha
- 5º BPM – Aracruz
- 6º BPM – Serra
- 7º BPM – Cariacica
- 8º BPM – Colatina
- 9º BPM – Cachoeiro de Itapemirim
- 10º BPM – Guarapari
- 11º BPM – Barra de São Francisco
- 12º BPM – Linhares
- 13º BPM – São Mateus
- 14º BPM – Ibatiba

Companhias Independentes de Polícia Militar
- 2ª CIA IND – Afonso Cláudio
- 6ª CIA IND – Domingos Martins
- 8ª CIA IND – Santa Teresa
- 9ª CIA IND – Marataízes
- 10ª CIA IND – Anchieta
- 11ª CIA IND – Viana
- 12ª CIA IND – Jardim Camburi (Vitória)
- 13ª CIA IND – Grande Terra Vermelha (Vila Velha)
- 14ª CIA IND – Feu Rosa (Serra)
- 15ª CIA IND – Mimoso do Sul
- 16ª CIA IND – Nova Rosa da Penha (Cariacica)
- 17ª CIA IND – Cobilândia (Vila Velha)
- 18ª CIA IND – Jaguaré
- 19ª CIA IND – Pinheiros

Unidades Especializadas
As Unidades Especializadas desempenham atividades especificas dentro de suas atribuições e eventualmente apoiam Unidades de Área, bem como outras unidades especializadas. São Elas:
- Regimento de Polícia Montada - RPMont;
- Batalhão de Polícia de Trânsito - BPTran;
- Batalhão de Polícia Ambiental - BPMA;
- Batalhão de Missões Especiais - BME;
- Batalhão de Ações com Cães - BAC;
- Companhia Especializada de Polícia de Guarda - Cia Esp Pol Gda;
- Companhia Especializada de Policiamento Escolar - CEPE.

Diretorias Administrativas
- Diretoria de Inteligência - DINT
- Diretoria de Apoio Logístico - DAL
  - Centro de Logística da PMES - CeLog
- Diretoria de Direitos Humanos e Polícia Interativa - DDHPI
  - Programa Educacional de Resistência às Drogas e a Violência - PROERD
- Diretoria de Educação - DE
  - Academia de Polícia Militar- APM
- Diretoria de Promoção Social  -  DPS
- Diretoria de Comunicação Social - DCS
- Diretoria de Saúde  -  DS
  - Hospital da Polícia Militar  -  HPM
- Diretoria de Recursos Humanos -  DRH
- Diretoria de Diretoria de Administração de Frotas -  DAF
- Diretoria de Finanças - DF
- Diretoria de Tecnologia da Informação - DTIC
- Corregedoria
  - Seccional Norte
  - Seccional Sul

Unidades de Apoio
- Ensino
  - Academia da Polícia Militar - APM
- Apoio administrativo
  - Centro Administrativo - C.A
  - Corpo Musical -

## Força Tática

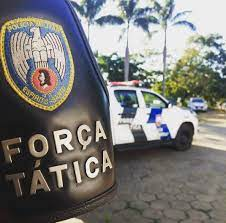
Braçal de Força Tática PMES

Após a crise de segurança publica de 2017, houve uma reestruturação da PMES, e por consequência, houve a extinção do Grupo de Apoio Operacional (GAO), que era responsável pelo patrulhamento tático motorizado nas Unidades Operacionais de área (UOp), então fez-se necessário a criação de um grupo para continuar a atividade realizada pela unidade extinta. Foi criada então a Força Tática por meio de portaria do Comandante Geral da PMES, no dia 15 de março de 2017.
A Força Tática atua preferencialmente em regiões específicas que apresentam certas peculiaridades com especial atenção àquelas com mais elevados índices de criminalidade e ou violência. Suas principais ações são: a prevenção setorizada, com intensificação ou saturação localizada de policiamento, repressão ao crime organizado ou em locais com alto índice de crimes violentos, ocorrências de vulto, eventos de importância, controle de tumultos de pequenas dimensões. 
Seu patrulhamento tático motorizado - executado com viaturas do tipo caminhonete ou SUV (Sport Utility Vehicles) e com reforço de armamento e equipamento diferenciado que lhe permite enfrentar situações de confronto de maior intensidade. Além de prestar apoiar as viaturas do patrulhamento ordinário. Cada batalhão de área possui um efetivo mínimo de Força Tática, sendo Companhia, Pelotão ou Grupo.